# Anisodes palingenes
Anisodes palingenes är en fjärilsart som beskrevs av Louis Beethoven Prout 1923. Anisodes palingenes ingår i släktet Anisodes och familjen mätare. Inga underarter finns listade i Catalogue of Life.